# Aleksandr Opekushin
Aleksandr Mijáilovich Opekushin (del ruso: Александр Михайлович Опекушин) fue un escultor ruso, nacido el 28 de noviembre de 1838  y fallecido el 4 de marzo de 1923.
Entre sus trabajos se encuentran algunas de las esculturas del monumento Milenario de Rusia en Nóvgorod (1862), el monumento a  Aleksandr Pushkin en Moscú (1880), el monumento a Mijaíl Lérmontov en Piatigorsk (1889), el monumento a Alejandro II de Rusia en Moscú de 1898, (destruido en 1918, reconstruido en 2005), el monumento a Alejandro III de Rusia en Moscú (1912, no sobrevivió). 
El asteroide (5055) Opekushin descubierto en 1986 fue nombrado en memoria del escultor.

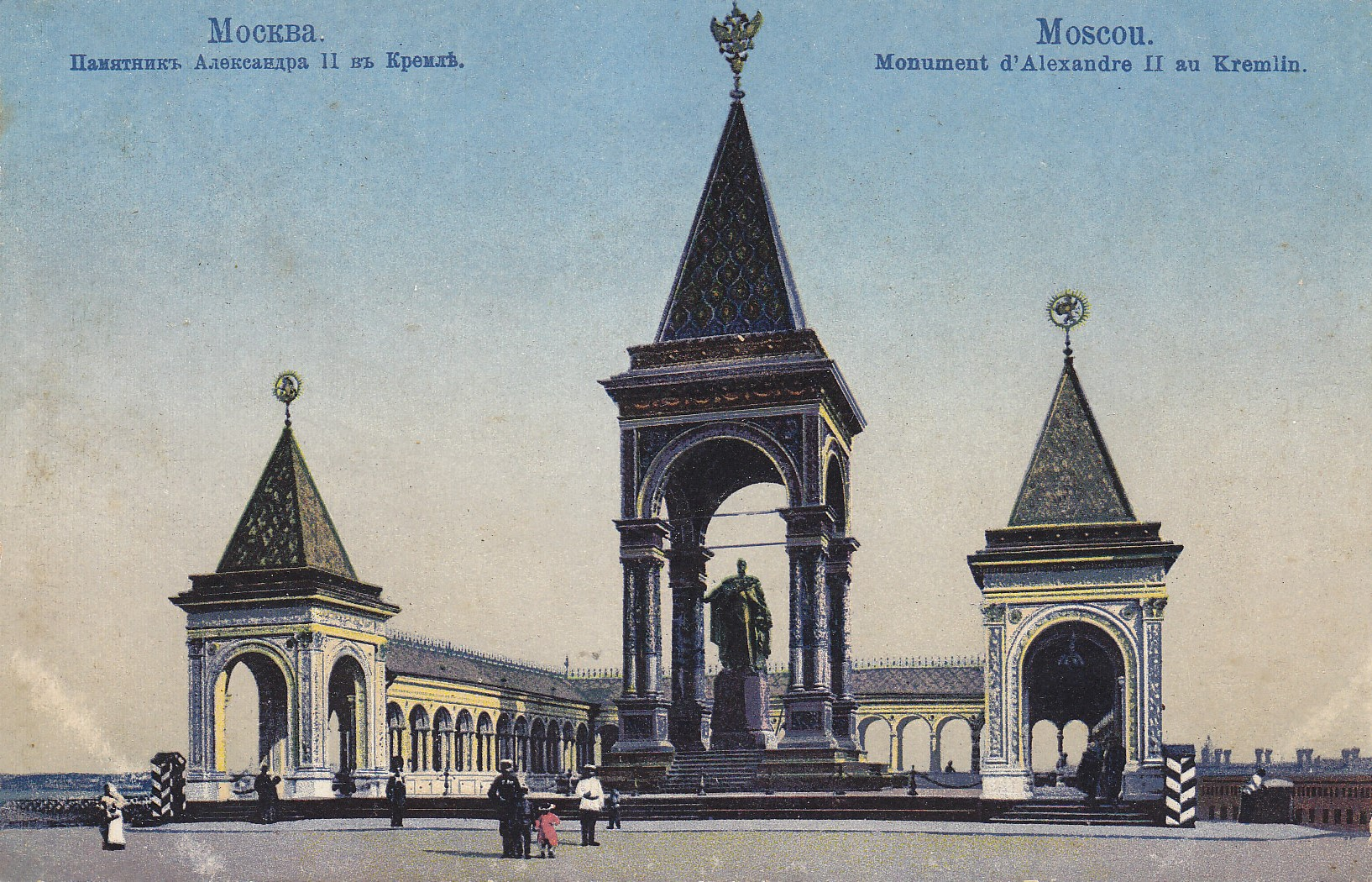
Antigua postal (1905) del Monumento a Alejandro II de Rusia.

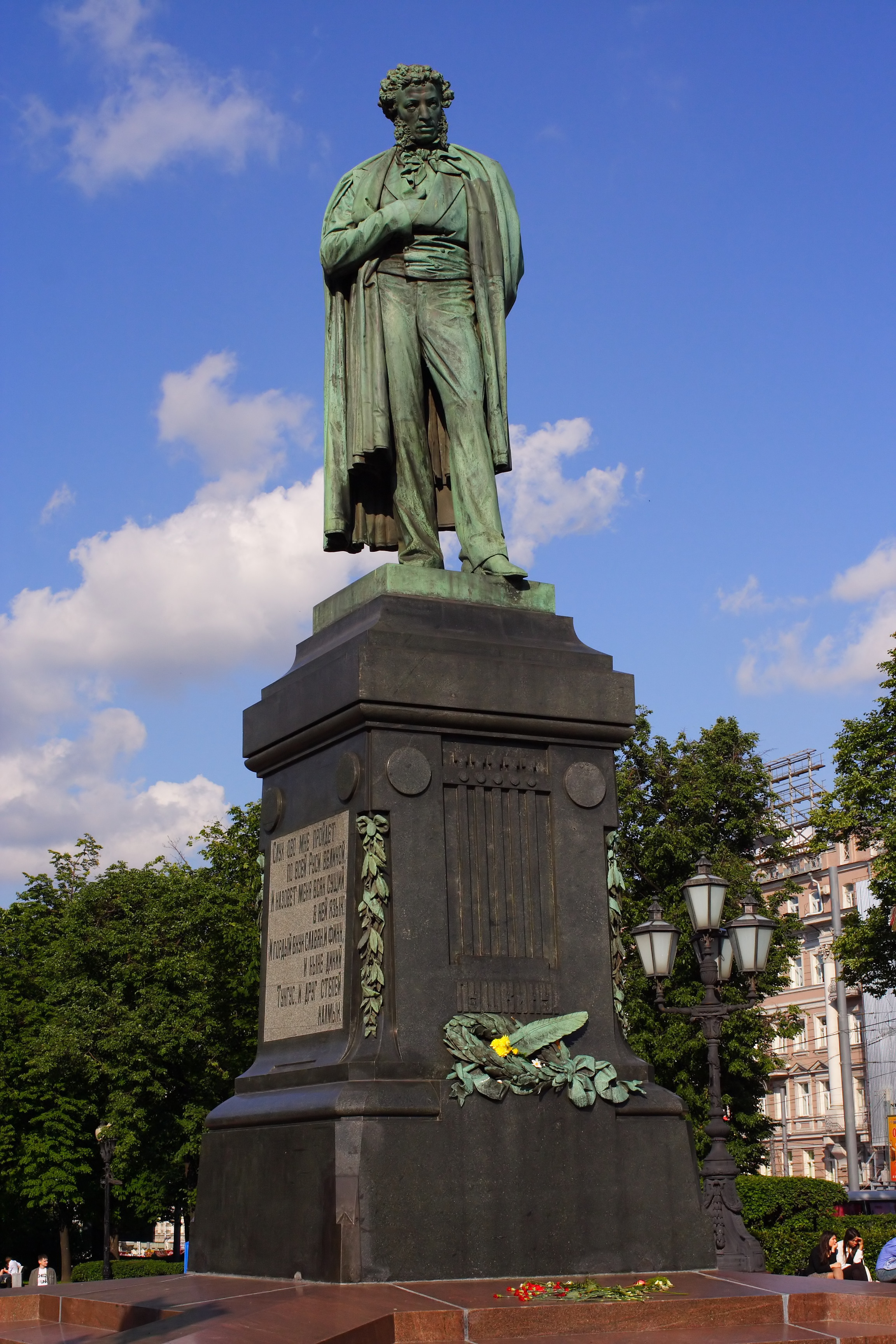
Monumento a Pushkin en Moscú.
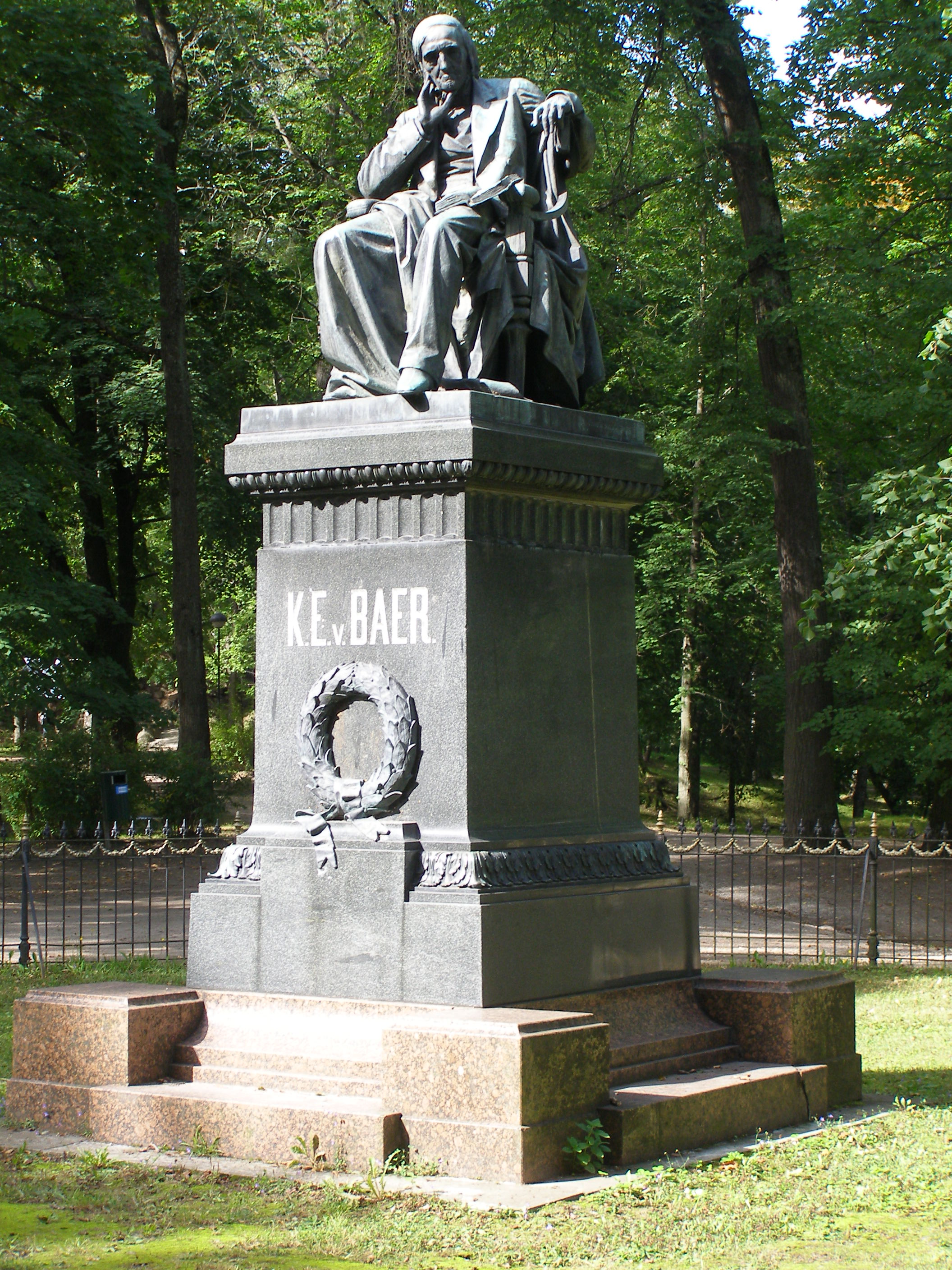
Estatua a Karl Ernst von Baer.